# Tun Koris di Pahang
Sri Paduka Tun Koris bin Dato' Bendahara Paduka Raja Tun 'Abdu'l Majid (... – 11 marzo 1806) è stato il 21° bendahara (gran visir) del sultanato di Johor e terzo raja bendahara di Pahang, regione del sultanato di cui fu de facto signore a causa del declino dello Stato centrale cominciato alla fine del XVIII secolo, dal 1803 al 1806.

## Biografia
Tun Koris era il terzo figlio del bendahara Tun Abdul Majid e crebbe a Endau educato dalla madre di etnia bugis. Assunse il titolo dopo la morte del fratello maggiore, Tun Muhammad che era annegato in un naufragio nel mare al largo della costa di Endau.   I quaranta compagni che riuscirono a mettersi in salvo ebbero una sorte peggiore. Quando giunsero a Pekan trentotto di essi furono massacrati da Tun Koris perché non erano morti con il loro principe. Essi vennero accoltellati a morte con un lungo kriss. Il trattamento che Koris riservò ai sopravvissuti gli valsa una ben meritata reputazione di crudeltà.
Nominò Tuan Jambul suo primo ministro. Il suo regno fu però breve. Morì l'11 marzo 1806 lasciando due figli e una figlia. Gli succedette il figlio, Tun Ali.